# 1139 en santé et médecine
| Années de la santé et de la médecine : 1136 - 1137 - 1138 - 1139 - 1140 - 1141 - 1142    |
| Décennies de la santé et de la médecine : 1100 - 1110 - 1120 - 1130 - 1140 - 1150 - 1160 |

Cet article présente les faits marquants de l'année 1139 en santé et médecine.

## Fondations
- Des léproseries (« gafarias ») sont attestées au Portugal au moment du couronnement du roi Alphonse Ier[1].
- Première mention de la maladrerie Saint-Brice, située au lieu-dit Saint-Bris sur le territoire de l'actuelle commune déléguée de Fontaine-la-Soret, en Haute-Normandie, établissement converti en ermitage au XVIIIe siècle et aujourd'hui entièrement détruit[2].
- Fondation à Ripon en Angleterre par Thurstan, archevêque d'York, de la léproserie St. Mary Magdalene, destinée à recevoir tous les lépreux du district, mais qui, en 1520, n'accueillera plus que cinq indigents et deux pauvres prêtres[3].
- Première mention de l'hôpital Saint-Guilhem de Montpellier, fondé à l'initiative de Guilhem V, seigneur du lieu, et de sa femme, Ermesinde de Melgueil[4].
- Fondation d'une léproserie à Vassens, près de Coucy-le-Château, en Vermandois[5].
- « Une léproserie avec chapelle est attestée au lieu-dit Clos-Jacquet » à Auffay, en Normandie[6].

## Événement
- Le IIe concile du Latran interdit aux clercs d'exercer la médecine en dehors des cloîtres[7],[8].

## Personnalité
- Fl. Guillaume, médecin cité dans une charte de l'abbaye Notre-Dame, maison-mère de l'ordre monastique de Chalais, à Voreppe, dans le diocèse de Grenoble[9].

## Décès
- 1138 ou mai 1139 : Avempace (né vers 1070), philosophe, mathématicien et médecin arabe[10],[11],[12].